# Dobry Tydzień (tygodnik ogólnopolski)
Dobry Tydzień. Dom. Ludzie. Tradycja – polski tygodnik lifestyle'owy, poświęcony życiu gwiazd, poradnictwie i religii. Adresowany głównie do konserwatywnych kobiet, ukazuje się od 27 października 2014 roku. Od kwietnia 2015 roku redaktorką naczelną tygodnika jest Edyta Bonisławska-Toboja.